# ロサンゼルス・ミュージックセンター
ロサンゼルス・ミュージックセンター（Los Angeles Music Center）はアメリカ・カリフォルニア州・ロサンゼルスにある総合芸術施設。

## 歴史
1955年3月、ドロシー・チャンドラーが、ロサンジェルス・フィルハーモニックの資金調達を開始、1964年にドロシー・チャンドラー・パビリオンが完成。1967年にはマーク・テーパー・フォーラムとアーマンソン・シアターも完成した。また、ウォルト・ディズニーの栄誉を称え、ウォルト・ディズニー・コンサートホールが2003年にオープンした。

## 施設

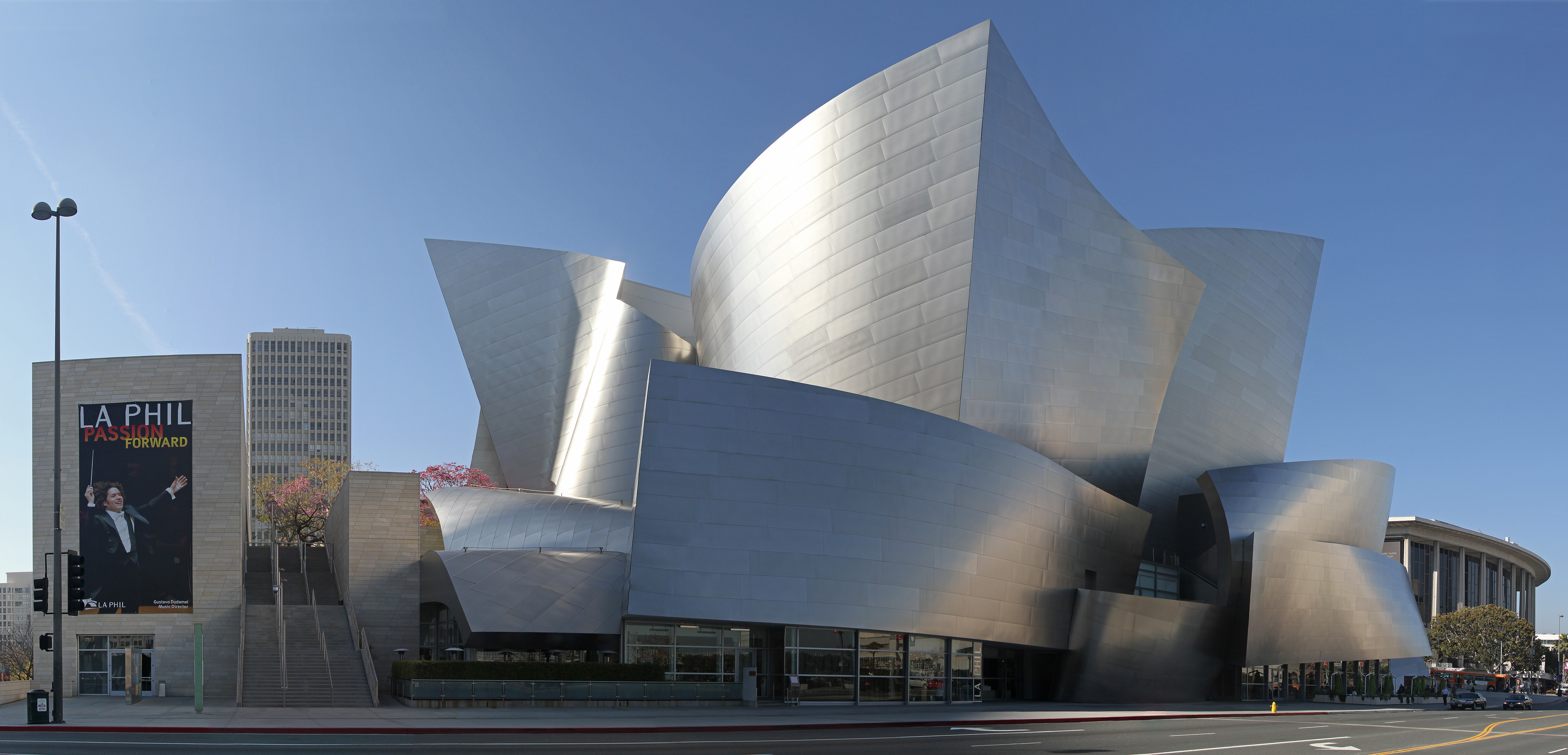
ウォルト・ディズニー・ホール

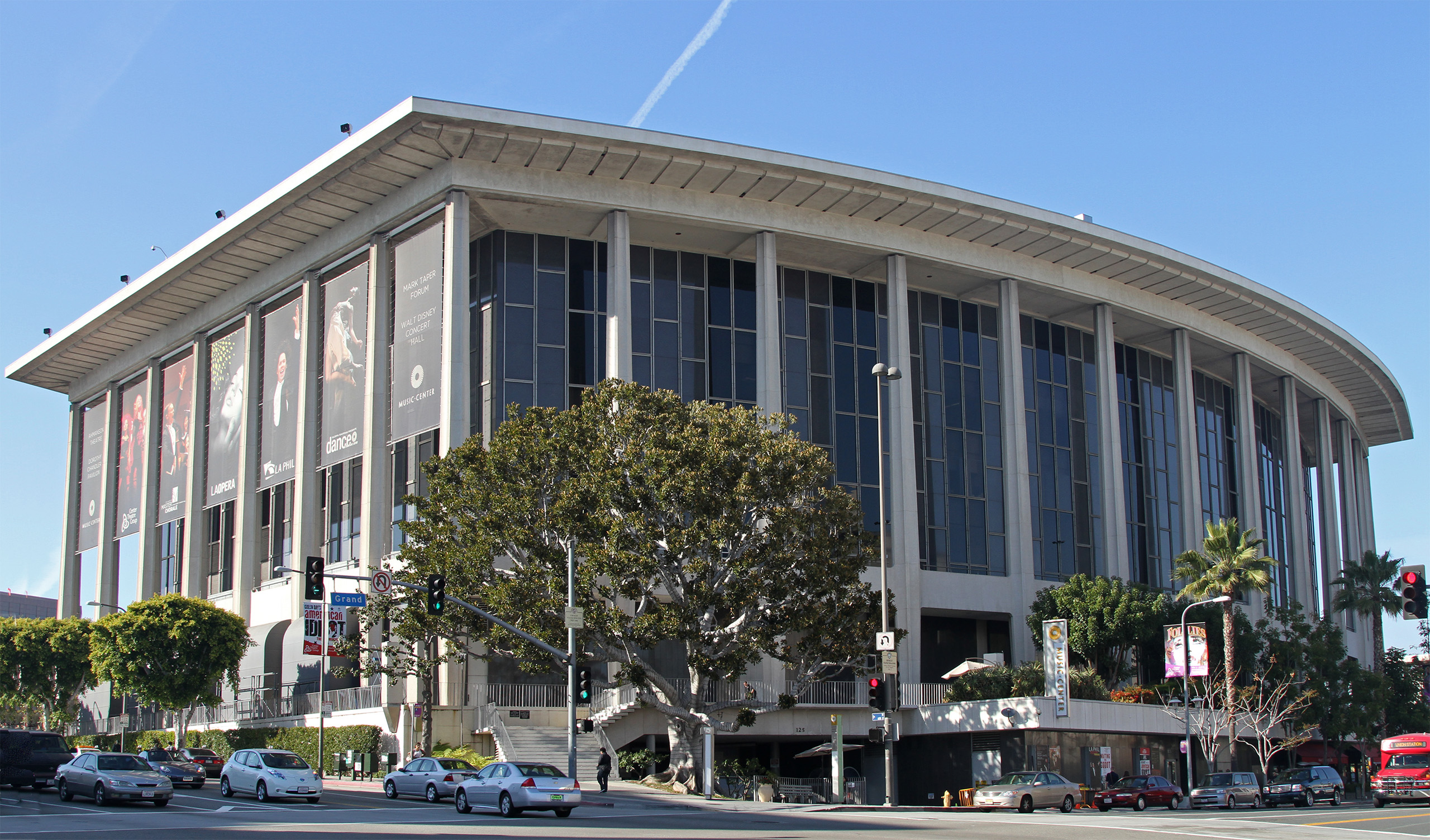
ドロシー・チャンドラー・パビリオン

- ドロシー・チャンドラー・パビリオン
- マーク・テーパー・フォーラム
- アーマンソン・シアター
- ウォルト・ディズニー・コンサートホール